# Winfried Sziegoleit
Winfried Sziegoleit (* 2. Oktober 1939 in Insterburg; † 16. Januar 2021 in Leipzig) war ein deutscher Architekt und der Gründungspräsident der Architektenkammer Sachsen. Er war maßgeblich an den Entwürfen zum dritten  Gewandhaus Leipzig, dem Rundkino Dresden und dem Bowlingtreff Leipzig beteiligt.

## Leben

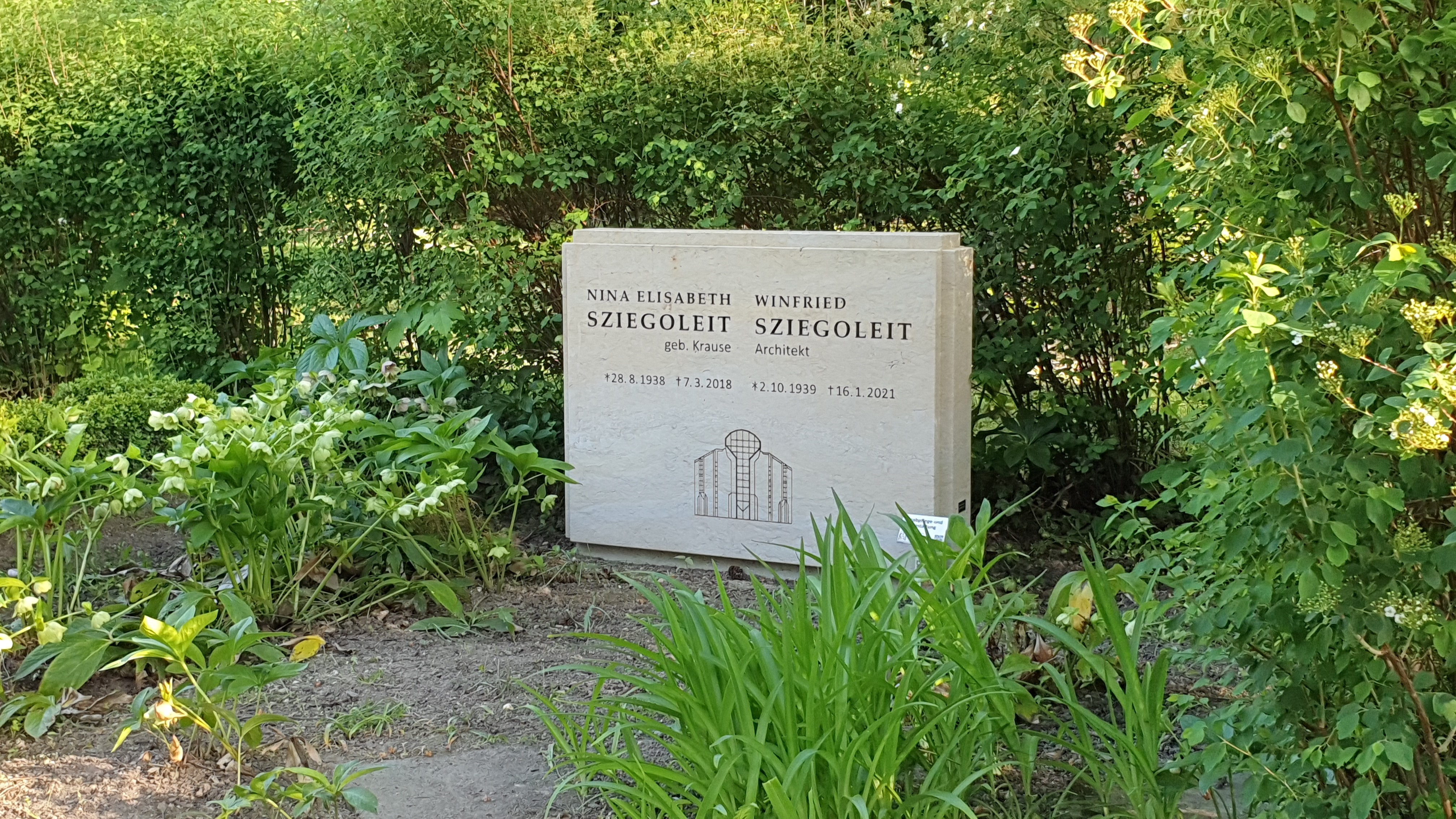
Grabstätte Winfried Sziegoleit

Winfried Sziegoleit kam als Sohn einer Gewerbelehrerin und eines Landwirts im ostpreußischen Insterburg zur Welt. Nach Ende des Zweiten Weltkriegs zog die Familie nach Köthen, wo er 1958 das Abitur ablegte. Nach einer Lehre zum Zimmermann studierte er von 1959 bis 1965 an der TH bzw. TU Dresden unter anderem bei Rolf Göpfert und Fritz Schaarschmidt Architektur. Bis 1968 arbeitete Sziegoleit am Entwurfsinstitut der Fakultät Bauingenieurwesen der TUD, das von Göpfert geleitet wurde. Er war von 1969 bis 1975 als Architekt im Wohnungsbaukombinat Leipzig tätig und anschließend bis 1990 Architekt im Aufbaustab beim Rat des Bezirkes Leipzig. Mit Eberhard Göschel gründete er 1990 ein freies Architektur- und Planungsbüro, das er seit 1999 als Architekturbüro Sziegoleit, Markkleeberg, führte.
Im Jahr 1991 wurde Sziegoleit Gründungspräsident der Architektenkammer Sachsen, der er bis 1993 vorstand; er wurde anschließend ihr Ehrenpräsident. In seiner Zeit als Präsident war er beispielsweise Vorsitzender des Preisgerichts, das Peter Kulkas Entwurf für das Gebäude des Sächsischen Landtags den Zuschlag gab. Sziegoleit war von 1999 bis 2001 Vizepräsident der Bundesarchitektenkammer und war Mitglied der Sächsischen Akademie der Künste.
Winfried Sziegoleit war in Markkleeberg zuhause.
Er wurde auf dem Südfriedhof in Leipzig beerdigt.

## Wirken

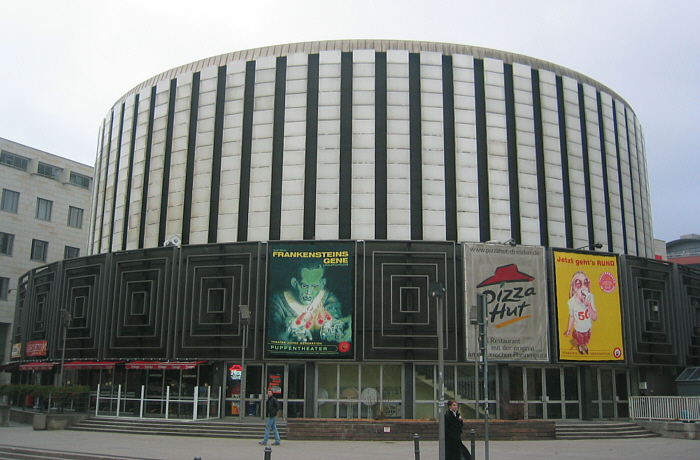
Rundkino Dresden

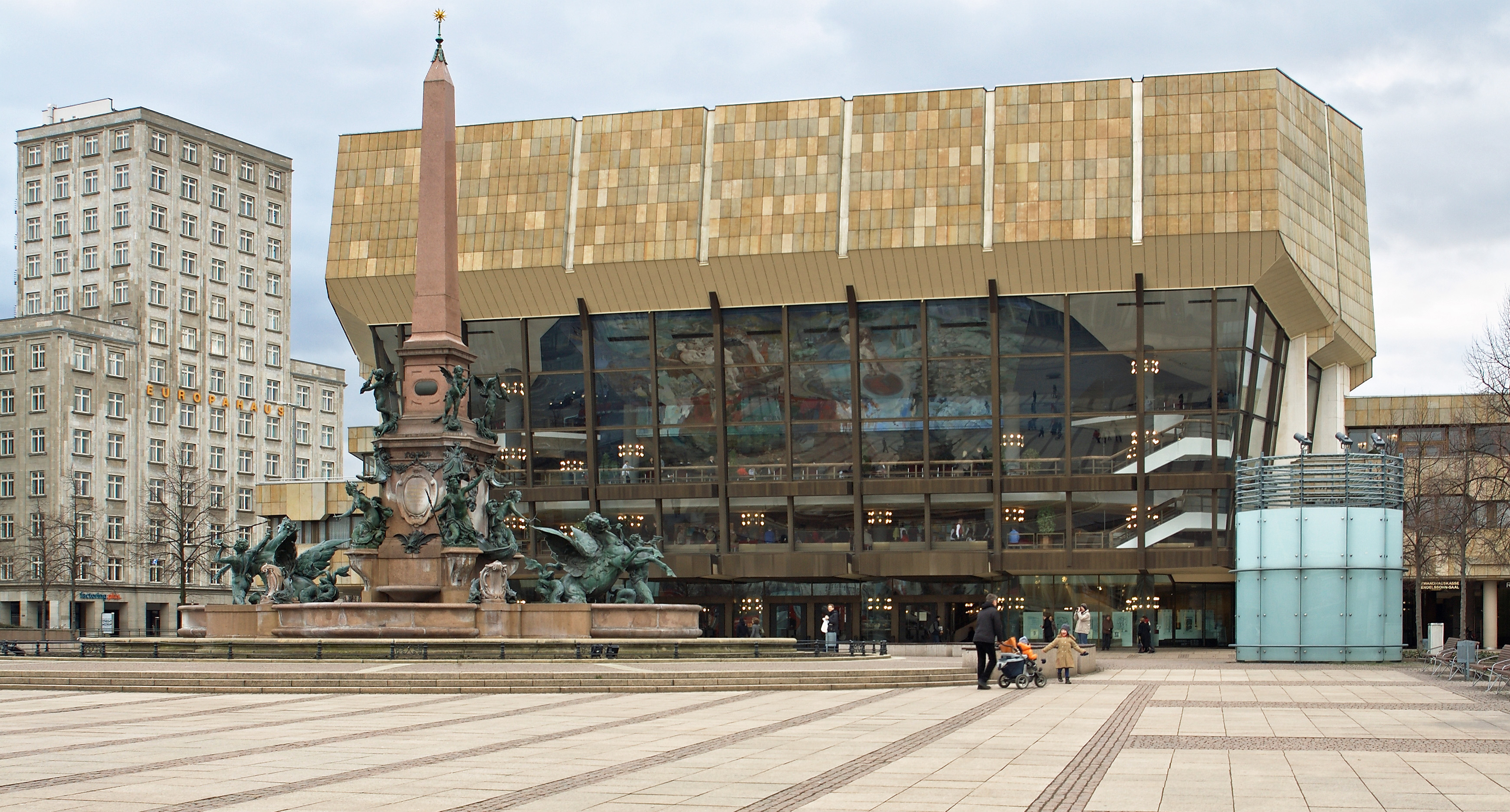
Neues Gewandhaus, Leipzig

Sziegoleits erster bedeutender Entwurf wurde noch während seiner Zeit als Mitarbeiter an der TU Dresden das Rundkino Dresden. Im Rahmen eines ausgeschriebenen Architekturwettbewerbs reichte er gemeinsam mit Manfred Fasold den Entwurf für einen Kinorundbau ein, der 1966 einen von zwei zweiten Preisen des Wettbewerbs erhielt (es wurde bei 17 eingereichten Arbeiten kein erster Preis vergeben) und schließlich umgesetzt wurde. Sziegoleits Entwurf sah jedoch kein abgesetztes Sockelgeschoss vor, sondern führte die vertikale Gliederung der Fassade bis zum Boden fort. Sein Grundkonzept wurde vom Architekturkollektiv um Gerhard Landgraf, Waltraud Heischkel und Günter Gruner im Rahmen der Ausführungsplanung verändert und von 1970 bis 1972 realisiert. Der fertige Bau zeigte nun in den unteren Geschossen einen umlaufenden, vorstehenden Kranz mit Gestaltungselementen von Gerhard Papstein. Seit 2003 steht das Gebäude unter Denkmalschutz.
Während seiner Zeit beim Wohnungsbaukombinat Leipzig war Sziegoleit mit der Bearbeitung des nicht realisierten Auditorium Maximum des neuen Leipziger Universitätskomplexes nach Entwürfen von Hermann Henselmann betraut. Zudem fertigte er weitere Entwürfe für die neuen Universitätsgebäude an. Das zentrale Werk in Sziegoleits Schaffen ist das von 1977 bis 1981 errichtete Leipziger Gewandhaus, dessen bauliche Gestaltung unter anderem auf seine Entwürfe aus den Jahren 1974 und 1976 zurückgeht. Mit dem von 1985 bis 1987 erbauten Eingangsgebäude des Bowlingtreffs am Wilhelm-Leuschner-Platz in Leipzig schuf Sziegoleit wiederum „eine[n] der wenigen substanziellen Beiträge zur Architektur der [Postmoderne] in der DDR“. Bereits 2009 wurde das Gebäude als „bemerkenswertes Beispiel der DDR-Architektur“ unter Denkmalschutz gestellt.
Nach der Wende realisierte Sziegoleit mit eigenem Architekturbüro unter anderem die grundlegende Sanierung zentraler historischer Bauten der Universität Leipzig, darunter des ehemaligen Königlichen Palais, des Geschwister-Scholl-Hauses und des Roten Kollegs.
Im Jahr 1987 erhielt Sziegoleit den Architekturpreis des Bezirkes Leipzig. Die Kulturstiftung Leipzig würdigte Sziegoleits Wirken 2008 mit einer Personalausstellung.

## Bauten und Entwürfe (Auswahl)

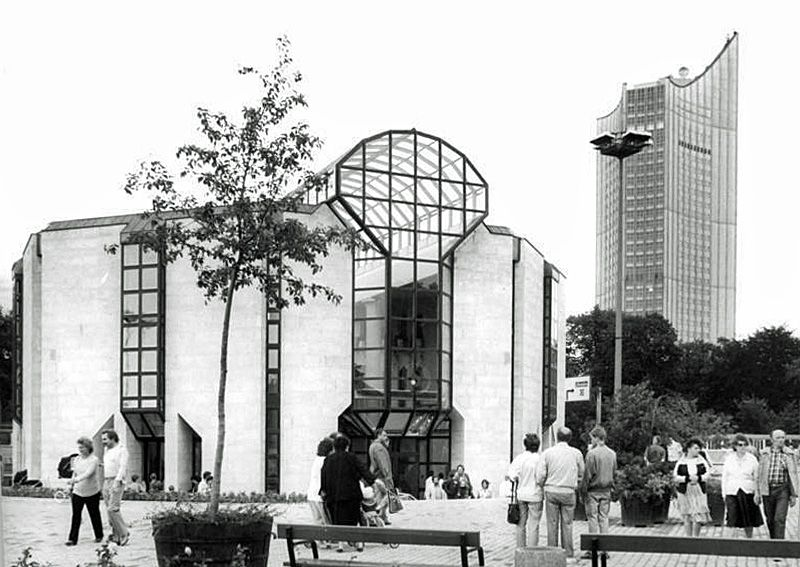
Bowlingtreff in Leipzig (1987)

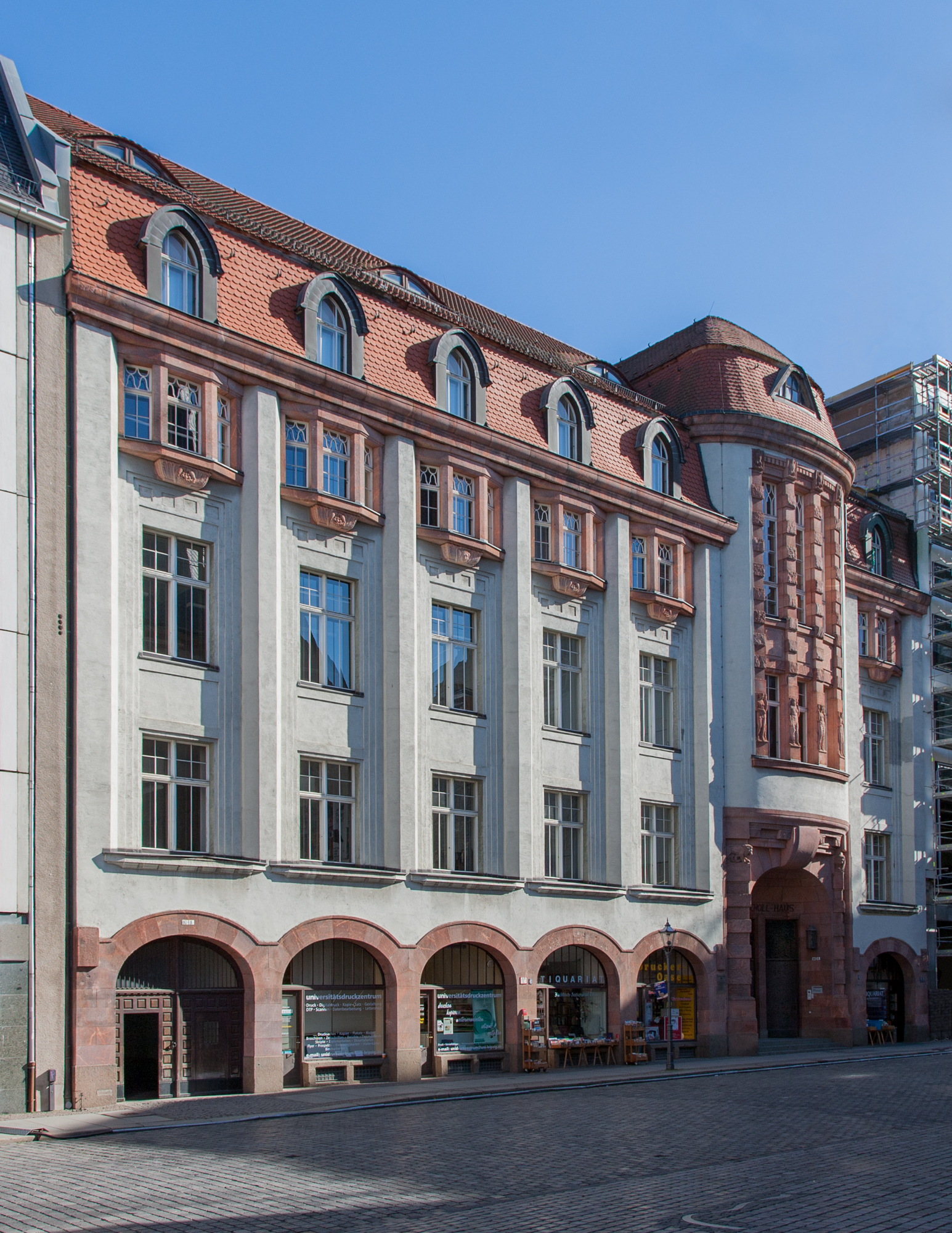
Geschwister-Scholl-Haus in Leipzig (2014)

- 1965–1968: Ministerium für Bauwesen, Ministerium der Finanzen (Mitarbeit an Entwurf und Ausführungsplanung)
- 1966: Wettbewerbsentwurf für das Rundkino Dresden (gemeinsam mit Manfred Fasold, prämiert mit dem 2. Preis)
- 1973: Wasserspiele Grimmaische Straße in Leipzig (mit Eberhard Göschel, nicht erhalten)
- 1976–1981: Gewandhaus Leipzig (mit Rudolf Skoda, Volker Sieg, Eberhard Göschel)
- 1977–1979: Großgaststätte im Wildpark Leipzig (mit Volker Sieg)
- 1981: Augustusplatz Leipzig (mit Eberhard Göschel, Volker Sieg, Rudolf Skoda)
- 1983–1987: Tagungs- und Gästehaus des Bunds Freier Evangelischer Gemeinden in der DDR („Grafe-Haus“) in Bad Klosterlausnitz (mit Rainer Ilg, Wolfgang Friebe)
- 1985–1987: Eingangsgebäude zum Bowlingtreff am Wilhelm-Leuschner-Platz in Leipzig
- 1987–1988: Rekonstruktion und Atelieraufbau des Hauses Tübke in Leipzig
- 1991–1993: Wohn- und Geschäftshaus Brühl 6 in Leipzig
- 1991–1993: Wohn- und Geschäftshaus Ferdinand-Rhode-Straße 3 in Leipzig
- 1992–1994: Wohnanlage Limburger Straße in Leipzig
- 1993–2004: Grundsanierung der Gebäude der Universität Leipzig an der Ritterstraße (Geschwister-Scholl-Haus, Rotes Kolleg, ehem. Kleines Kolleg, Königliches Palais)
- 1995–1996: Haus Richter an der Wilhelm-Wild-Straße in Leipzig
- 1995–1997: Studentenwohnheim Mainzer Straße in Leipzig
- 1997: Wohnanlage Limburger Straße 3/5 in Leipzig
- 1997–2001: Polizeirevier in Wurzen
- 1998–2000: Wohn- und Geschäftshaus Selliner Passagen in Leipzig-Grünau
- 1999–2001: Finanzamt in Eilenburg
- 2006: Umnutzung einer Kaufhalle zum Einfamilienwohnhaus in Schkeuditz

## Publikationen
- Die Wiederentdeckung eines Berufsstandes. Zürich 1993.
- Wer plant Leipzig? Einheimische Architekten und die Öffentliche Hand. Cottbus 1993.
- Architekten und Architektur in Leipzig. Leipzig 1994.
- Schumachers Handelshochschule in Leipzig. Zur Baugeschichte und Instandsetzung dieses Denkmals. Hamburg 1995.
- Was machen die Architekten? Zur Situation eines Berufsstandes. Leipzig 1996.
- Ein Haus, seine Bauherren, seine Architekten und seine Benutzer. Ein Vorwort. Dresden 1998.
- Konsumzentrale in Leipzig Plagwitz von Fritz Höger. Berlin 1998.[14]

## Ausstellungen
- » ... Bauen Mit Steinen, Die Man Hat«. Winfried Sziegoleit – Ein Architekt In Sachsen. 7. Oktober bis 25. November 2022 im Haus der Architekten in Dresden[15]

## Ehrungen
- 1987: Architekturpreis des Bezirkes Leipzig
- 1993: Ehrenpräsident der Architektenkammer Sachsen[16]

## Varia
- Winfried Sziegoleit war Jury-Mitglied für den Hieronymus-Lotter-Preis für Denkmalpflege der Kulturstiftung Leipzig.[17]